# Polygonella articulata
Polygonella articulata là một loài thực vật có hoa trong họ Rau răm. Loài này được (L.) Meisn. miêu tả khoa học đầu tiên năm 1841.